# Uzreport TV (телеканал)
UZREPORT TV — частный негосударственный информационный и футбольный телеканал Узбекистана. Телеканал начал вещание 28 апреля 2014 года на территории Узбекистана. Телеканал принадлежит информационному агентству «UzReport», которое на сегодняшний день представлено на информационном пространстве созданным в 1999 году интернет-порталом uzreport.news. Телеканал доступен для просмотра на телевизионных приёмниках имеющих цифровой ТВ-тюнер, также возможен просмотр через интернет и приложения на смартфонах и планшетах.
Телеканал вещает на узбекском, русском и английском языках. Телеканал «Uzreport TV» вещает на основании лицензии Государственного комитета связи, информатизации и телекоммуникационных технологий Республики Узбекистан и Узбекского агентства печати и информации на оказание услуг сетей распространения телепередач, полученной Информационным агентством «UzReport».
Вещание будет осуществляться на трех языках с ежечасно обновляющимися актуальными новостями, рассказывающими о событиях политического, экономического, финансового, социального и бизнес характера как в Узбекистане, так и за рубежом. В сетку вещания, кроме новостей войдут аналитические авторские программы, обзоры и экспертные комментарии по различным отраслям экономики, в том числе финансовым рынкам, беседы и интервью со специалистами в интерактивном режиме, а также социально-образовательные и научно-познавательные документальные фильмы.
В августе 2015 года телеканал объявил о приобретении прав на прямую трансляцию матчей трёх предстоящих сезонов Лиги чемпионов УЕФА. Также в сентябре 2015 года телеканал объявил о приобретении прав на трансляцию матчей Евро 2016 который прошёл во Франции. В том же месяце, телеканал также объявил о приобретении прав на трансляцию матчей сезона 2015/2016 Английской Премьер-Лиги. Позже выкупил права на трансляцию матчей Лиги Европы УЕФА. В ноябре 2016 года телеканал объявил о приобретении прав на трансляцию испанской Ла Лиги сезона 2016/2017.
Интересной особенностью телеканала является то, что, язык комментирования футбольных матчей, зрители могут выбирать по своему желанию. Для этого, во время футбольных матчей телеканал доступен по двум частотам, на которых трансляции комментируются на узбекском и русском языках. Телеканал регулярно приглашает российских футбольных комментаторов в Ташкент для комментирования матчей на русском языке. Также на телеканале Uzreport TV с весны 2016 года работает известный узбекский спортивный и футбольный комментатор Даврон Файзиев.